# Asgard (Britse band)
Asgard was een Britse muziekgroep, die slechts kort heeft bestaan. De zanger, gitarist Rodney Harrison, kwam uit de band Bulldog Breed en verzamelde in 1972 een nieuwe band om zich heen. Daarin kwamen James Smith en Ian Snow terecht, die beiden afkomstig waren uit Stonehouse. De band kwam in contact met Mike Pinder van de Moody Blues, die al enige jaren hun eigen platenlabel Threshold Records voerden. De band mocht in de studio's van Decca Records en Threshold Studio een album opnemen. De stijl werd progressieve rock, mede doordat vaste Moodies-producer Tony Clarke de leiding had. Echter, de Moody Blues bevonden zich toen in een riskante fase, de leden waren (even) op elkaar uitgekeken en hadden onvoldoende tijd een goede begeleiding van de artiesten te verzorgen en de verkoop van het album van Asgard te stimuleren. Asgard ging roemloos ten onder, na slechts een album te hebben uitgegeven.
Een eigenaardigheid is dat juist Mike Pinder zich met de band bemoeide. Pinder was de toetsenist, die een grote invloed had op de uiteindelijke klank van de Moodies. Asgard heeft juist geen toetsenist.

## Leden
- James Smith, Ted Bartlett - zang
- Rodney Harrison – zang, gitaar
- Dave Cook – basgitaar
- Peter Orgill – viool
- Ian Snow – slagwerk

Nadat de band was opgeheven verdwenen alle leden in de anonimiteit.

## Discografie
- Album: 1972: In the realm of Asgærd
- Single: 1972: Friends met Children of a new born age
- Single: 1974: In the realm of Asgaerd met Town crier